# مارك كونور
مارك كونور (بالإنجليزية: Mark Connor)‏ هو لاعب كرة قاعدة أمريكي، ولد في 27 مايو 1949 في بروكلين في الولايات المتحدة.

## وصلات خارجية
- مارك كونور على موقع دوري كرة القاعدة الرئيسي (الإنجليزية)
- مارك كونور على موقعبيزبول رفرنس.كوم (الدوري الثانوي) (الإنجليزية)